# Roseto Valfortore
Roseto Valfortore – miejscowość i gmina we Włoszech, w regionie Apulia, w prowincji Foggia.
Według danych na rok 2004 gminę zamieszkiwało 1317 osób, 26,9 os./km².